# Cruz Quemada
Cruz Quemada es una localidad del estado mexicano de Guerrero. Es parte del municipio de Tecoanapa.

## Demografía
| Gráfica de evolución demográfica |
|                                  |

| Censo | Población |
| ----- | --------- |
| 1900  | 726       |
| 1910  | 565       |
| 1921  | 509       |
| 1930  | 604       |
| 1940  | 835       |
| 1950  | 740       |
| 1960  | 882       |
| 1970  | 1 014     |
| 1980  | 1 105     |
| 1990  | 1 573     |
| 2000  | 1 862     |
| 2010  | 1 694     |
| 2020  | 1 712     |